# Aszikłarski wrych
Aszikłarski wrych (bułg. Ашикларски връх, nazywany też Pticzi wrych) – szczyt pasma górskiego Riła, w Bułgarii, wznoszący się na wysokość 2536 m n.p.m.